# Renaissance européenne des échecs
La renaissance des échecs désigne la période qui s'étend de la fin du XVe siècle jusqu'au début du XVIIe siècle dans la péninsule Ibérique et l'Italie. Cette période constitue une transition entre le Moyen Âge tardif et la révolution philidorienne qui a précédé l'ère romantique. Cette dernière est combinatoire comme la renaissance des échecs, alors que les recommandations de Philidor portaient sur le jeu de position. La marche de l'histoire des échecs est ainsi saccadée et non linéaire.
Le terme de « renaissance des échecs » a été employé par au moins 3 auteurs de référence,,. Par ce terme de Renaissance, l'évolution des styles de jeu aux échecs est mise en parallèle avec la marche du monde. En effet, l'historien Peter Burke a daté de vers 1630 la fin de la Renaissance, avec le Rationalisme de René Descartes. C'est concomitant aux échecs de la mort de l'italien Gioachino Greco, considéré comme l'un des meilleurs joueurs d'échecs du XVIIe siècle.

## Arrivée du jeu en Europe et évolution des règles
Lors du Moyen âge, le jeu d'échecs se répandit de façon remarquable jusqu'au Sud de l'Europe en suivant les conquêtes de l'Islam. Les échecs arrivent en Europe sans doute peu avant l'an mil par l'Espagne musulmane ou par l'Italie du Sud (Sicile).
L’évolution la plus importante a lieu à la fin du Moyen Âge, après 1470, en Espagne ou en Italie, lorsque les mouvements limités de la reine (ou dame) et du fou sont remplacés par ceux que nous connaissons actuellement.
Dans l'ancêtre historique du jeu d'échecs, le shatranj, la dame était une pièce relativement faible appelée fiz (ou vizir). Elle se déplaçait d’une case en diagonale. La pièce est devenue la dame pendant la période médiévale. Son déplacement actuel est apparu en Europe au XVe siècle. Cette évolution pourrait être la conséquence d'une montée en puissance de l'influence des femmes dans les principautés italiennes de l'époque.
L'éléphant du shatranj (al fil en arabe), avec un déplacement correspondant à un saut de deux cases en diagonale, devient aufin, puis fol ou fou en français.
Pour parer aux effets dévastateurs des pièces aux pouvoirs étendus, le roque est inventé vers 1560. On peut considérer que les règles du jeu  actuelles sont établies vers 1650[réf. souhaitée].

## Les deux écoles anciennes
On trouve successivement deux écoles principales : l'école espagnole, et l'école italienne,.
Si les premiers livres traitant des échecs remontent à l'époque arabe, la stabilisation des règles en Europe donne naissance à une  littérature théorique très riche et on observe notamment l'élaboration des premiers systèmes d'ouvertures. On peut noter en passant qu'il n'existe pas de théorie du jeu médiévale en ce sens que les gens du Moyen Âge ne tenaient jamais quelque théorie pour définitive. Les écrits des maîtres islamiques portaient (comme d'ailleurs le Bonus Socius, daté de vers 1266) de manière prédominante sur des problèmes d'échecs, soit des cas particuliers.
À la renaissance, les manuscrits sur la théorie échiquéenne sont apparus : le  manuscrit de Göttingen notamment ainsi que le Scachs d'amor. Ce dernier est un poème manuscrit écrit en catalan à  Valence au XVe siècle. On y trouve la première partie conservée en intégralité par écrit jouée avec les règles actuelles des échecs (sauf le roque). L'ouverture de cette partie est une défense scandinave mettant en jeu précocement la Dame noire. De fait, les joueurs de cette époque nomment ces nouvelles règles : « eschés de la dame » ou « jeu de la dame enragée ».
Francesc de Castellví i de Vic (en)-Narcís Vinyoles (en), Valence (Espagne), 1475
1. e4 d5 2. exd5 Dxd5 3. Cc3 Dd8 4. Fc4 Cf6 5. Cf3 Fg4 6. h3 Fxf3 7. Dxf3 e6 8. Dxb7 Cbd7 9. Cb5 Tc8 10. Cxa7 Cb6 11. Cxc8 Cxc8 12. d4 Cd6 13. Fb5+ Cxb5 14. Dxb5+ Cd7 15. d5 exd5 16. Fe3 Fd6 17. Td1 Df6 18. Txd5 Dg6 19. Ff4 Fxf4 20. Dxd7+ Rf8 21. Dd8# 1-0.
En termes d'ouvrages imprimés, le premier traité avec les nouvelles règles est le Libre del jochs partits dels schachs en nombre de 100, généralement attribué à Francesc Vicent, publié en 1495 lui aussi à Valence, mais il est aujourd'hui perdu. Le deuxième, Repetición de Amores y Arte de Ajedrez, attribué à Lucena, nous est parvenu. Il a été publié à Salamanque vers 1497. Lucena y décrit la partie espagnole, avant Ruy López, et donne son nom à deux de ses variantes : les défenses Lucena-Berger et Lucena-Cozio.
On doit au portugais Pedro Damiano un traité d'échecs rédigé en italien et en espagnol, intitulé Questo libro et de imparare giocare la scachi: Et de belitissimi Partiti qu'il fit paraître à Rome, ville où il s'était réfugié lors de l'expulsion des Juifs du Portugal sous le règne de Manuel Ier.
Sont restés dans l'histoire le Mat de Damiano et la Défense Damiano ainsi dénommée par Ruy López.
Ruy López publia en 1561 Libro de la invención liberal y arte del juego del axedrez durant le siècle d'or espagnol, sous le règne des Habsbourg, époque où l'Espagne était le pays le plus puissant d'Europe.
Ruy López ayant pour mécène le roi Philippe II, les échecs faisaient partie de tout un mouvement culturel (encore une fois, l'évolution du jeu aux échecs est emblématique de la marche du monde).
Cela dit, Ruy López n'a pas jugé utile de donner à lire les parties dans leur intégralité. Il n'appréciait ainsi pas leurs phases non combinatoires.
Son nom reste associé à la dénomination de la partie espagnole, appelée aussi « ouverture Ruy López ». Il est considéré comme le plus fort joueur du monde entre 1570 et 1575. Selon François Le Lionnais, son principal rival fut l'italien Paolo Boï (1525-1598), qui participa avec son compatriote Leonardo et l'espagnol Alfonso Cerón au Tournoi de Madrid de 1575. Leonardo succéda à Ruy López de 1575 jusqu'à sa mort (1597).
Après l'école espagnole, l'école italienne reprit le flambeau dans le contexte de la Renaissance. On peut dresser un parallèle entre le jeu d'échecs et l'évolution sociétale : l'Italie dominait alors les arts et la culture.
La partie suivante a probablement vu s'affronter les deux meilleurs joueurs de l'époque :
Giovanni Leonardo Di Bona da Cutri-Ruy López de Segura, 1575
Ouverture : partie italienne, variante strongpoint d'Euwe
1. e4 e5 2. Cf3 Cc6 3. Fc4 Fc5 4. c3 De7 5. b4 Fb6 6. a4 a6 7. Fa3 d6 8. d3 Cf6 9. De2 Fg4 10. Cbd2 1-0.
Un autre représentant notable de l'école italienne fut Giulio Polerio (1548-1612) qui fit paraître en  1590 un Traité.
Giulio Polerio-Domenico, Rome, 1610
Ouverture : Attaque Fegatello
1. e4 e5 2. Cf3 Cc6 3. Fc4 Cf6 4. Cg5 d5 5. exd5 Cxd5 6. Cxf7 Rxf7 7. Df3+ Re6 8. Cc3 Ce7 9. d4 c6 10. Fg5 h6 11. Fxe7 Fxe7 12. 0-0-0 Tf8 13. De4 Txf2 14. dxe5 Fg5+ 15. Rb1 Td2 16. h4 Txd1+ 17. Txd1 Fxh4 18. Cxd5 cxd5 19.Txd5 Dg5 20. Td6+ Re7 21. Tg6 (selon Chessgames.com) / 21. Dd5 (selon Chessbase) 1-0
C'est encore un Italien, mais du début du XVIIe siècle, Gioachino Greco, qui diffusa la Renaissance échiquéenne aux autres pays d'Occident.
On lui doit notamment le mat de Greco et le mat du Calabrais.
Greco pratique des ouvertures qui permettent une attaque rapide de la case f7 (ou f2). Dans ce but, il privilégie la partie italienne et le gambit du roi qui permettent un jeu tactique complexe dès les premiers coups. De plus il préconise l'utilisation de sacrifices spéculatifs dans l'ouverture. Partant, Greco fut un précurseur de l'École de Modène, contemporaine de l'école française de Philidor.
Greco-Anonyme
Ouverture : gambit Kieseritzky (variante du Gambit du roi accepté)
1. e4 e5 2. f4 exf4 3. Cf3 g5 4. h4 g4 5. Ce5 h5 6. Fc4 Ch6 7. d4 Fe7 8. Fxf4 Fxh4+ 9. g3 Fg5 10. Txh5 Fxf4 11. gxf4 d6 12. Cxg4 Fxg4 13. Dxg4 Cxg4 14. Txh8+ Re7 15. Txd8 Rxd8 16. Fxf7 Cc6 17. c3 Re7 18. Fb3 Ce3 19. Rf2 Cg4+ 20. Rf3 1-0.
Greco-Anonyme,
Ouverture :  partie italienne, gambit Greco
1. e4 e5 2. Cf3 Cc6 3. Fc4 Fc5 4. c3 Cf6 5. d4 exd4 6. cxd4 Fb4+ 7. Cc3 Cxe4 8. 0-0! Cxc3?! 9. bxc3 Fxc3? 10. Db3 Fxa1?? (10...d5! 11. Fxd5 0-0!) 11.Fxf7+ Rf8 12. Fg5 Ce7 13. Ce5! Fxd4 14. Fg6! d5 15. Df3+ Ff5 16. Fxf5 Fxe5 17. Fe6+ Ff6 18. Fxf6 gxf6 19. Dxf6+ Re8 20. Df7# 1-0.
L'époque de Renaissance des échecs est entièrement tournée vers l'attaque et la contre-attaque ; elle ne tient en effet pas compte des meilleures techniques de défense,, ni de l'équilibre matériel ni des perspectives de finales. L'importance des pions n'avait pas encore été mise en lumière par François-André Danican Philidor (1726 - 1795). Aussi, les joueurs primitifs excellèrent à démontrer la puissance des pièces, mais ils déplaçaient celles-ci à l'aveuglette, et souvent de façon prématurée, dans l'espoir que des possibilités de combinaisons apparaissent : ils n'avaient pas développé un réel début de stratégie pour favoriser cette apparition. Philidor, qui inaugura l'école française des échecs, est le premier théoricien échiquéen au monde à formuler vraiment des principes stratégiques généraux dans son « Analyse du Jeu des Échecs ».